# Helenodora inopinata
Helenodora és un gènere extint d'onicòfors del període Carbonífer. L'única espècie és H. inopinata.